# شهادات الفضة (الولايات المتحدة)

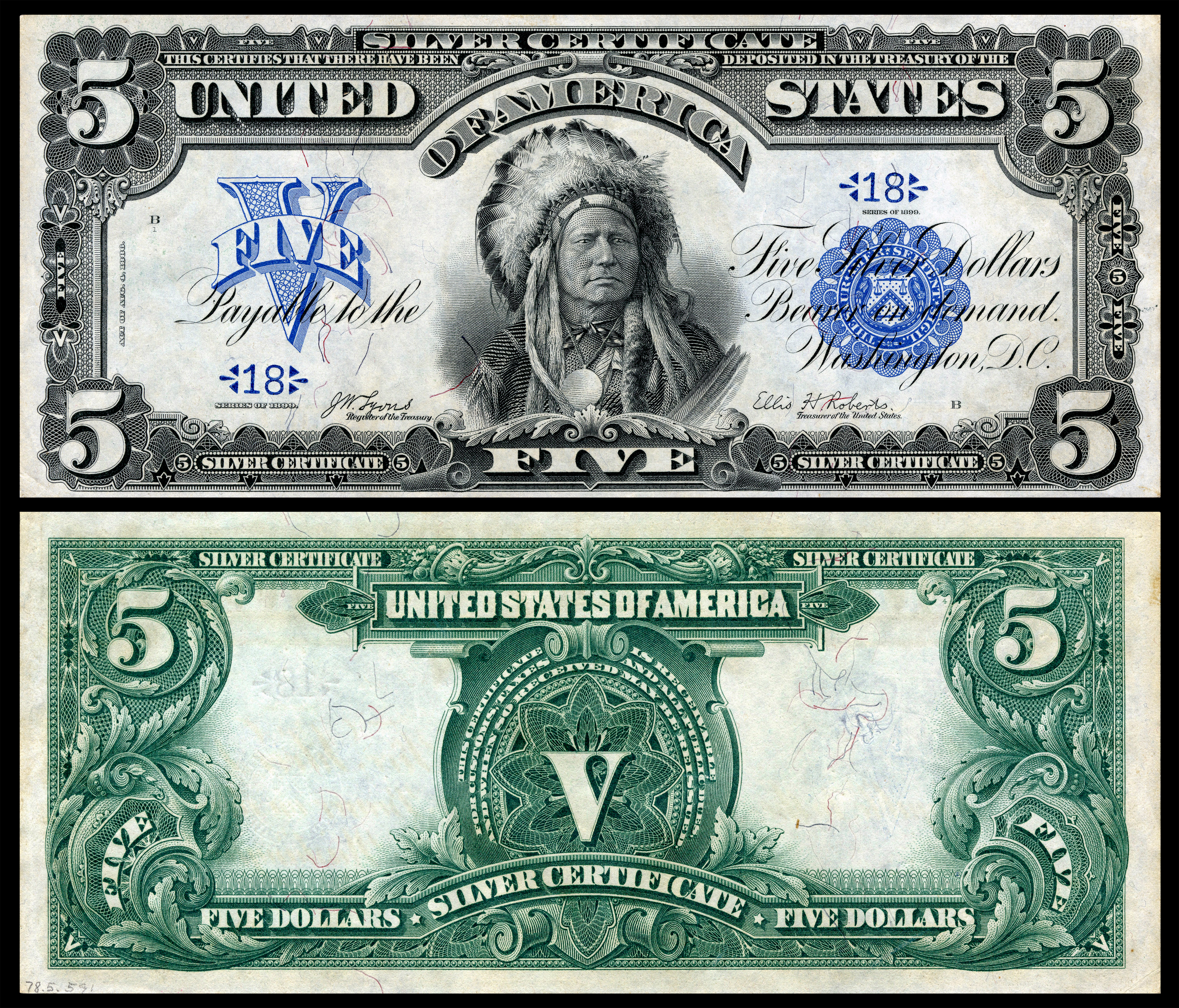

شهادات الفضة (بالأنكليزية:Silver certificate) هي نوع من المال أصدرت بين عامي 1878 و 1964 في الولايات المتحدة كجزء من تداوله من العملة الورقية ، تم إنتاجها ردا على الفضة والتحريض من قبل المواطنين الذين كانوا غاضبين من قانون العملة الرابعة التي كانت قد وضعت في الولايات المتحدة على نحو فعال من خلال معيار الذهب وكانت شهادات في البداية لاسترداد قيمتها الاسمية من الفضة والدولار في وقت لاحق. (لعام واحد - 24 يونيو 1967 إلى 24 يونيو المقبل 1968) في الذهب والفضة الخام منذ 1968 أنها كانت فقط في استرداد الاحتياطي الفيدرالي، وبالتالي فهي عفا عليها الزمن، ولكن العملة القانونية لا تزال صالحة.
شهادات فضية كبيرة الحجم (1878-1923) صدرت في البداية في فئات من 10 دولارات إلى 1000 دولار $ (وفي عام 1878 و 1880) وعام 1886 وتمت الموافقة على إصدار فئات من $ 1، $ 2، و 5 دولارات، وفي عام 1928 في جميع الولايات المتحدة الأمريكية الأوراق النقدية تم إعادة تصميم العملة هذه وبحجم أقل صدرت الشهادة الفضية صغيرة الحجم (1928-1964) فقط من فئة 1 دولار، 5 دولارات، و 10 دولارا، نوع مجموعة كاملة أدناه هو جزء من النقود في المجموعة الوطنية في المتحف الوطني للتاريخ الأميركي في سميثسونيان.